# Franz Xaver Gaisbauer
Franz Xaver Gaisbauer (* 18. Dezember 1834 in Schönanger, Kreis Grafenau; † 31. Dezember 1877 in Dragelschlag, Gemeinde Sankt Oswald Riedhütte) war ein bayerischer Politiker der Patriotenpartei und Holzwarenfabrikant
Gaisbauer wurde in der Landtagswahl 1875 im Wahlbezirk Grafenau in den Königlich Bayerischen Landtag gewählt. Am 1. Dezember 1877 beantragte Gaisbauer ein Austrittsgesuch. Die Genehmigung bekam er am 4. Dezember 1877. Sein Nachfolger wurde Mathias Kasberger.